# Supełki i krzyżyki
Supełki i krzyżyki – powieść kryminalna autorstwa szkockiego pisarza Iana Rankina, opublikowana w 1987 r. Jest to pierwszy utwór z cyklu, w którym głównym bohaterem jest John Rebus.
John Rebus, policjant z przeszłością (były żołnierz SAS, rozwiedziony), zostaje skierowany do grupy policyjnej zajmującej się sprawą Dusiciela z Edynburga, który porywa nieletnie dziewczynki. Szeroko zakrojone śledztwo nie posuwa się jednak do przodu, a tymczasem znikają kolejne dziewczynki. Rebus otrzymuje anonimowe listy, których autor zamiast podpisu dołącza do nich sznurek zawiązany w węzełek lub patyczki związane w krzyżyk. Okazuje się, że klucz do zbrodni kryje się w przeszłości inspektora Rebusa.